# Amt Wachsenburg
Amt Wachsenburg é um município da Alemanha, situado no distrito de Ilm-Kreis, no estado da Turíngia. Tem 77,64 km² de área, e sua população em 2019 foi estimada em 8.007 habitantes. Foi formado após a fusão dos antigos municípios de Wachsenburggemeinde, Ichtershausen, Kirchheim e Rockhausen.